# Кентрозаври
Кентрозаврите (Kentrosaurus) са род динозаври от семейство Stegosauridae. Известните фосили са от формацията Тендагуру в Танзания и са датирани към Кимериджкия век на късния юрски период, преди между 155,7 ± 4 Ma и 150,8 ± 4 Ma. Изглежда всички те принадлежат на един вид, K. aethiopicus.
Първоначално смятан за примитивен представител на рода на стегозаврите, съвременните анализи отделят кентрозавъра в родствен, но самостоятелен род.

## Описание
Възрастните кентрозаври имат дължина от върха на муцуната до върха на опашката около 4,5 m, като малко повече от половината от тази дължина е съставена от опашката.
Вероятно са имали двоен ред от малки плочки и шипове по дължината на гърба и са можели да използват шиповете в края на опашката си за самозащита.